# بدر الدين بن مالك
بدر الدين محمد بن جمال الدين محمد بن عبد الله بن عبد الله بن مالك الطائي الجياني ثم الدمشقي (≈640هـ - 686هـ)، من علماء النحو واللغة، يعُدُّه المُؤَرِّخون من رجال المدرسة النحوية في مصر وبلاد الشام، اشتهر بشرح ألفيَّة أبيه ابن مالك، ويشير إليه النحويون غالبًا بابن الناظم عند الكلام على أبيات ألفية أبيه.

## حياته
ولد محمد بن محمد بن عبد الله بن مالك في مدينة دمشق، ويرى محمد كامل بركات أنَّ ولادته كانت في سنة 640 من التقويم الهجري على وجه التقريب، وأبوه هو النحويُّ الأندلسيُّ الشهير ابن مالك، ويعود نسبه إلى قبيلة طيء العربية، يُلقَّب ببدر الدين، إلا أنَّ لقبه الأشهر هو ابن الناظم، والناظم يشير إلى أبيه ابن مالك ناظم الألفية.
نشأ ابن الناظم في مدينة دمشق، وكان منذ طفولته متقد الذكاء حاد الذهن، تلقَّى علوم النحو واللغة والمنطق على يد والده وهو لا يزال صغيراً، إلا أنَّ أباه أقصاه وعزله بعد أن أكثر من مصاحبة الشُذَّإذ، فنشأ خلاف بينه وبين أبيه فترك دمشق ورحل إلى بعلبك حيث عمِلَ هناك في التدريس. أخذ العلم عن والده جمال الدين ابن مالك، «وحصلت بينه وبين والده صورة».
كان ابن الناظم يمزجُ آراءه النَّحوية بكثيرٍ من الفلسفة والمنطق، ولم يكتفِ بطرح آرائه في النَّحو، بل نجده يُساهم في علوم مختلفة وانتفع الناس بعلمه الواسع. ألَّف ابن الناظم عدداً من الكتب والشروح، وقام بشرح كثيرٍ من مؤلفات والده، وأشهر ما قام بتأليفه هو شرحه لألفية أبيه، وشرحه يعدُّ أوَّل شرح لألفية ابن مالك، وكان ابن الناظم يحاول قدر الإمكان تصيُّد أخطاء والده، ويأتي بأبيات يراها أفضل من أبيات أبيه، وحملته على مؤلفات والده لقيت استنكاراً من شُرَّاح الألفية بعده وتصدَّوا للردِّ عليه انتصاراً لابن مالك. بعد وفاة ابن مالك في دمشق سنة 672 استُدعِيَ ابن الناظم إلى دمشق حتى يقوم بوظيفة والده، واشتغل بالتأليف والتدريس والإقراء،. ولم يتخلَّ هناك عن مصاحبة الشُذَّإذ. تتلمذ لدى ابن الناظم عدد من الطلاب في بعلبك وبعد عودته إلى دمشق، وتتلمذ لديه في بعلبك جماعة من الطلاب اشتهر منهم بدر الدين بن جماعة، وفي دمشق كمال الدين الزملكاني. ووظلَّ ابن الناظم في منصبه حتى تُوفِّي.
وكان إمامًا في مواد النظم العروض والنحو المعاني والبيان والبديع ومع ذلك فإنه لا يقدر على نظم بيت واحد، بخلاف أبيه الذي كان إمامًا سريع البديهة في النظم.

## وفاته
ومات قبل الكهولة أو في أوائلها من قولنج كان يعتريه كثيرًا، وذلك بدمشق في الأحد 8 محرم 686 هـ الموافق 23 فبراير 1287، ودفن في مقبرة باب الصغير.

## مؤلفاته
- شرح ألفية ابن مالك، شرح فيه ألفية والده المشهورة بالخلاصة، ويكثر شراح الألفية النقل عنه، ويشيرون إليه بـ«شرح ابن الناظم»،[10][11] وقد قال الصفدي عن شرحه هذا: وَهُوَ شرح فَاضل منقى منقح وَخطَّأَ وَالِده فِي بعيض الْمَوَاضِع وَلم تشرح الْخُلَاصَة بِأَحْسَن وَلَا أَسد وَلَا أجزل على كَثْرَة شروحها.[5]
- شرح الكافية الشافية لوالده.[11] شرح لأرجوزة شعرية ألَّفها ابن مالك من 2757 بيت شعرري
- شرح العمدة، لوالده.[10]
- شرح لامية الأفعال لوالده.[10][11] يشرح فيه قصيدة لامية لابن مالك في الصرف
- المصباح في اختصار المفتاح في المعاني والبيان،[10][11] قال الصفدي:وَهُوَ فِي غَايَة الْحسن.[5]
- روض الأذهان في المعاني،[11] أو روضة الأذهان.[5] شرح كتاب مفتاح العلوم للسكاكي
- شرح ملحة الإعراب.[11] يشرح كتاب «ملحة الإعراب» لأبي محمد القاسم الحريري
- شرح الحاجبية.[11] يشرح كافية ابن الحاجب في الصرف، ويُسمَّى «شرح غريب تصريف ابن الحاجب» و«شرح كافية ابن الحاجب» و«نكت الحاجبية»، لهذا الكتاب مخطوطتان إحداهما في الاسكوريال والأخرى في بطرسبورغ
- مقدمة في العروض.[5][11] كتاب في علم العروض، له مخطوطة في الايكوريا
- مقدمة في المنطق.[5][11]
- تكملة شرح التسهيل لوالده، ولم يتمه.[11]
- «بغيَّة الأريب وغنيَّة الأديب» (مختصر في الأصول، من أربعة أقسام).
- «تخليص الشواهد وتلخيص الفوائد».
- «تتمَّة المصباح في اختصار المفتاح».
- «غاية الطلاب في معرفة الإعراب» (له مخطوطتان).

## قالوا عنه
- شمس الدين الذهبي: كان إماماً ذكيّا، فهماً، حادّ الذهن، إماماً في النَّحو، إماماً في المعاني والبيان والمنطق، جيد المشاركة في الفقه والأصول وغير ذلك.. وكان عجيبا فِي الذّكاء والمناظرة وصحّة الفهم.[8]
- الصفدي: كَانَ إِمَامًا فهما ذكيا، حاد الخاطر، إِمَامًا فِي النَّحْو والمعاني وَالْبَيَان والبديع وَالْعرُوض والمنطق، جيد الْمُشَاركَة فِي الْفِقْه وَالْأُصُول.[5][11]